# 111. brigada HV
111. brigada Zbora narodne garde, odnosno Hrvatske vojske, Rijeka, utemeljena je 2. srpnja 1991. godine.
Za nadnevak osnivanja uzima se dan, za vrijeme trajanja desetodnevnog rata u Sloveniji, kada je jedan dio tada ustrojenog Krčkog bataljuna 111. brigade zauzeo položaje na osiguranju Zračne luke Rijeka na otoku Krku kako bi se spriječio mogući desant. Nekoliko dana kasnije, zapoviješću predsjednika Franje Tuđmana i službeno je potvrđeno formiranje.
Stanovnici otoka Krka uglavnom su bili okupljeni u krčku bojnu 111. riječke brigade Hrvatske vojske.
U sastavu 111. brigade borilo se devet tisuća bojovnika. U bojnim djelovanjima svoje živote na oltar domovine su položila pedeset i tri bojovnika, a ranjena su dvjestoosamdeset i dva pripadnika 111. brigade. Brigada je za iskazano junaštvo njezinih pripadnika u Domovinskom ratu odlikovana Redom Nikole Šubića Zrinskog.

## Osnivanje
Dana 27. siječnja 1991. g. na riječkom Korzu je održan prosvjed protiv prijetnji tadašnje JNA Hrvatskoj, a u MUP-u u strogoj tajnosti počinju pripreme za formiranje policijskih četa.
Osnivanjem Zbora narodne garde 10. travnja, dio je redarstvenih snaga MUP-a stavljen pod Ministarstvo obrane, a u Rijeci se 8. travnja formirala pri MUP-u specijalna jedinica policije nazvana "Ajkule".
U lipnju 1991. general Marijan Čad, kao zapovjednik 13. (riječkog) korpusa JNA prosvjeduje pismom protiv prikazivanja vojske kao opasnosti za hrvatske građane. Taj 13. korpus bio je lociran na riječkom području i sastavljen od više brigada i pukova. U mirnodopskoj formaciji imao je najviše 5000 vojnika i starješina, a zapovjednici su bili uglavnom srpske nacionalnosti, uz nešto Makedonaca i ostalih. Hrvata je bilo samo 9 u starješinskom kadru.
Za vrijeme trajnog zasjedanja Sabora, njegovog šestog dana 25. lipnja 1991. g. donijeta je Ustavna odluka o samostalnosti i suverenosti kojom je Hrvatska proglašena samostalnom državom. Istoga je dana današnja Slovenija na temelju plebiscita proglasila neovisnost od SFRJ.
To je bio razlog za pokretanje agresije JNA i uslijedili su pokreti tenkova iz slovenskih i hrvatskih vojarni na zapadne slovenske granice.
Inače je brigada u tajnosti ustrojavana i ranije, a zapravo je nastala kao nastavak jedne policijske bojne koja je tada, po važećim zakonima mogla postojati. Prvi njen zapovjednik bio je sada umirovljeni brigadni general Sergio Rabar, a brigada je svojim sastavom, svojim ljudstvom, obuhvaćala ne samo područje grada Rijeke nego i Gorski kotar, Hrvatsko primorje s otocima i Istru. Po osnivanju, brigadu su tvorile dvije bojne s područja Rijeke, te po jedna iz Senja, Krka, Delnica i Cresa, odnosno Lošinja.

## Ratni put
Koncem kolovoza 1991. g. odlukom predsjednika Republike Hrvatske brigada je dopunjena u svom ustroju djelatnom "A"-bojnom koja je ubrzo prerasla u glavnu udarnu silu brigade.
Tijekom odlučnih bojnih djelovanja brigadi se priključuju Opatijska pješačka satnija i dragovoljački vod iz Crikvenice. Ubrzo dio brigade odlazi na ličko bojište gdje dobiva prve zadaće: da odbaci četnike s prometnice Žuta Lokva - Brlog - Otočac te da razbije i samu opsadu Otočca i potom produži napadaj u smjeru Brlog - Drenov Klanac - Glavace što je s uspjehom izvršeno.
Vatreni okršaj krčke bojne bio je već prvog dana kod Drenovog Klanca.
Ostali dijelovi brigade imali su zadaću spriječiti prodor dijelova 13. ozloglašenog korpusa tzv. JNA u smjeru Rijeka - Grobnik - Delnice te spriječiti spajanje tih postrojbi s onima u Gorskom kotaru. Pored ovih zadaća brigada ima i zadaću sprječavanja mogućeg prodora istih postrojbi JNA u smjeru Rijeka - Crikvenica - Drežnica.
Jedna bojna imala je zadaću vršiti opsadu delničkih vojarni dok je Krčka bojna osiguravala zračnu luku Krk od mogućeg desanta, a sam otok od prijetećeg pomorskog napadaja.
Samostalni inženjerijski vod imao je zadaću zapriječiti izlaze iz vojarne "Klana". Nakon izvrsno obavljenih zadaća 111. brigada postupno se premješta na ličko bojište gdje postiže iznimne bojne uspjehe: oslobađa Brlog i Drenov Klanac, u žestokom sukobu s tzv. "belim orlovima" obranjuje vojarnu Ramljane u kojoj se nalazilo 7 000 000 litara goriva, te produžava napadna djelovanja prema Čanku, gdje su neprijatelju naneseni veliki gubitci u ljudstvu i tvarnim - tehničkim sredstvima.
Usporedno sa spomenutim akcijama postrojbe 111. brigade u brzom naletu protjeruju četnike iz smjera Lipice – Glibodol- (Ljuštine). Kroz navedena djelovanja i uz sudjelovanje drugih postrojbi oslobođeno je 150 km2 Hrvatske zemlje te je kroz sve ove godine i očuvan vitalni prometni smjer Karlovac - Mala Kapela - Brinje - prijevoj Vratnik - Senj. Nažalost, brigada je u ovim operacijama imala i prve žrtve: 13. studenoga pogibaju Kristijan Ladavac, Nebojša Đikić, Zlatko Filić i Bruno Prpić.
Oko Božića 1991. 111. je oslobodila dosta prostora te došla do polovice strateškog srpskog uporišta Glavaca. Srbi uzvraćaju radi vraćanja izgubljenog te su za to zatražili dodatne snage te su im u pomoć stigli profesionalni oficiri JNA s tenkovima i dobrovoljci iz Srbije. Po pronađenim ispravama utvđeno je da su se na gacko ratište došli boriti boriti iz Požarevca, Pančeva, Stare Pazove, odnosno iz Srbije. Srpski protunapad izveli su pješaštvo, tenkovi i zrakoplovstvo. Najteži udar primio je 31. prosinca senjski dio brigade pa je pozvao ostatak 111. na pomoć. U pomoć su pritekli suborcima i Krčani.
Dne 1. siječnja 1992. godine krenuo je najžešći napad srpskih snaga. Napali su pješaštvom, tenkovima, zrakoplovima i topništvom. Tenk T-84 pogodio je kuću u kojoj su bili smješteni Krčani i na mjestu su poginuli Boris Mršić i Milan Nedić. Kad je udarila granata poginuli Mršić imao je raketni bacač koji je od udara također opalio što je stvorilo kaos. Mnogo je hrvatskih vojnika ranjeno, od kojih petorica teško. Jedva su ih uspjeli izvući. Zapovjednik bojne Ante Čakarun je za primjer ostalima nosio ranjenog Fuada Kočića četiri kilometra na leđima. Borbi se priključila A-bojna 111. brigade koja je zaustavila neprijateljski prodor. Tijekom noći neutralizirani su srpski dragovoljci koji su zalutali iza crte razdvajanja. Zbog takve pogibije Krčana zavladao je šok kod njihovih suboraca te je idućeg dana 220 Krčana došlo je na ličko bojište kao smjena svojim otočanima.
Dne 2. siječnja svježe snage prigodom zauzimanja položaja u Tukljacima bile su napadnute iz svih topničkih oruđa. Nije bilo gubitaka. Poslijepodne su hrvatske snage ušle u Tukljace i zauzeli položaje. Pod neprestanom paljbom i drugim napadima bili su puna tri dana, a nisu se mogli maknuti s borbenih položaja zato što stalne vatre po hrvatskim snagama onemogućavale su smjeni doći do položaja. Brojni Primorci i Boduli našli su se u neprirodnom im okružju, tri dana i tri noći u rovu na minus 24. Tri su dana trpili glad i žeđ, jer nisu mogli zapaliti vatru i prvog se dana smrznulo im se jelo i piće.
Potpisivanjem primirja 3. siječnja 1992. ne prestaju sasvim borbena djelovanja - krajem siječnja dolazi do sukoba kod mjesta Dabar. Daljnjim razvojem mirovnog plana tijekom srpnja 1992. godine demobiliziraju se 2. i 3. bojna, te brigada nadalje djeluje pod ustrojbenim oblikom taktičke grupe (TG 111).
Izuzetnim borbenim moralom i osposobljenošću TG-111 odlazi na Istočno-Slavonsko ratište odnosno u Posavinu. Tu bilježi značajne rezultate u borbama oko Bosanskog Broda gdje neprijatelju zadaje teške gubitke. Po izvlačenju iz okolice Bosanskog Broda odlazi na vruće i krizno ratište Orašja gdje direktno sudjeluje u oslobađanju sela Vidovice i Kopanica, te na taj način oslobađa Orašje od stalnog napada četnika iz okolnih sela.
Po povratku u Rijeku TG-111 je preustrojena u ročnu brigadu s osnovnom zadaćom naobrazbe i osposobljavanja vojnika u završnom dijelu služenja vojnog roka. Potom slijedi ponovni odlazak na ličko ratište, stacioniranje u okolici Perušića te nastavak s izobrazbom ročnih vojnika ali i učestvovanjem u svim obrambenim djelovanjima na području Like te u napadnim djelovanjima i oslobađanju "Medačkog džepa" u širem prostoru Gospića.
Munjevitom, ali ograničenom akcijom Bljesak i 111. brigada se stavlja u pripravnost za eventualno djelovanje prema neprijatelju.
U Oluji 111. brigada dobiva iznimno značajnu i tešku zadaću koju u potpunosti izvršava: sudjeluje u oslobađanju Ličkog Osika, Urija, Polovina, Barleta, Vrebca i ostalih mjesta uključujući i dio zloglasnog četničkog uporišta Mogorić.
Jedno od najčvršćih uporišta četnika - kota "Zubar" u neposrednoj blizini Ličkog Osika nije se uspjela održati u naletu bojovnika 111. brigade i na tom pravcu zadati su najteži udarci srpskim fanaticima. O žestini borbi govori i podatak da je nažalost poginulo šest a ranjeno četrdeset i četiri pripadnika postrojbe. Nakon čišćenja terena na spomenutim pravcima brigada se razmješta u Korenicu gdje ostaje kraće vrijeme, do povratka u Rijeku.
Od dana osnivanja do danas u bojnim je djelovanjima svoje živote položilo na oltar domovine pedeset i tri bojovnika a ranjena su dvjestoosamdeset i dva pripadnika 111. brigade.
Brigadom su u proteklih petnaest godina zapovijedali stožerni brigadir Frano Primorac, brigadir Svetko Šare, brigadir Nikola Škunca, brigadir Ivica Nekić, bojnik Denis Deković sve do njenog gašenja i preimenovanja u 638. pješačku brigadu.
Devet tisuća bojovnika borilo se u sastavu 111. brigade, a kasnije kad je preustrojena u ročnu, obučilo se preko 17 tisuća vojnika čime su stekli teorijska i praktična znanja koja će kasnije ako ustreba koristiti u nekim drugim brigadama i pukovnijama u obrani Hrvatske domovine.
Odlikovana je Redom Nikole Šubića Zrinskog, a za iskazano junaštvo njezinih pripadnika u Domovinskom ratu.

## Izložba ratne tehnike
U Rijeci je na Trgu 111. brigade HV-a u listopadu 2011. bila održana izložba ratne tehnike iz Domovinskoga rata iz fundusa Vojnoga muzeja MORH-a. Glavninu eksponata činila je ratna tehnika proizvedena u riječkim tvrtkama, kao i tehnika koju su rabile brigade većinom sastavljene od branitelja iz Primorsko-goranske županije. Na izložbi su bili izloženi: minobacač 120mm UBM52, minobacač 120mm M75, haubica 152mm D-20, borbeno vozilo pješaštva M80, tenk T-55, oklopni transporter BVP, oklopno vozilo ručne izrade – Hrvatsko inženjerijsko antiterorističko vozilo "Korni", oklopni vozilo ručne izrade "Hrvatina" te protuzrakoplovni top 20/1.
Oklopna vozila ručne izrade "Korni' i 'Hrvatina' proizvedena su u Rijeci, pa su tako "Hrvatinu" od kamiona Komunalnog društva "Čistoća" izradili u brodogradilištu "3. maj", a "Kornija" u Torpedu, dok svu ovu tehniku, osim haubica, koristile su postrojbe s područja Primorsko-goranske županije. Izložba ratne tehnike iz Domovinskog rata priređena je u sklopu obilježavanja 20. obljetnice osnutka Operativne zone, odnosno Zbornoga područja Rijeka i 20 godina hrvatske neovisnosti, kojeg su Grad Rijeka i Primorsko-goranska županija organizirali u suradnji s udrugama proizašlim iz Domovinskoga rata.
- Oklopno vozilo ručne izrade "Hrvatina" rabljeno je tijekom cijelog Domovinskog rata na ličkoj bojišnici.
- Hrvatsko inženjerijsko antiterorističko vozilo

## Odlikovanja
Odlikovana je Redom Nikole Šubića Zrinskog, a za iskazano junaštvo njezinih pripadnika u Domovinskom ratu.
Zlatna plaketa "Grb Grada Rijeke" 1999., za neprocjenjiv doprinos obrani Rijeke.

### Ostali projekti
|  | Zajednički poslužitelj ima još gradiva o temi Izložba ratne tehnike iz Domovinskoga rata u Rijeci     |
|  | Wikiknjige imaju gradivo o temi Domovinski rat/Sadržaj/Hrvatske postrojbe/Primorsko-goranska županija |